# Anton Umnik
Anton Umnik, slovenski politik, župan Šenčurja in zadružnik, * 17. januar 1887, Šenčur,  † 3. september 1942, Hraše.

## Življenje in delo
Anton Umnik se je kot mlad kmečki fant že za časa Avstro-Ogrske začel udejstvovati v takratnih slovenskih katoliških prosvetnih in političnih organizacijah, po ustanovitvi Kraljevine Jugoslavije pa je v domačem kraju vodil lokalno hranilnico in posojilnico, zadružno mlekarno in Prosvetno društvo. V predvojni SLS Antona Korošca je Umnik začel igrati vidno vlogo v lokalni politiki, še posebej v času šestojanuarske diktature kralja Aleksandra I. Karadžordževića, ko so se državljanom kratile narodnostne pravice in so bile stranke prepovedane, njihovi voditelji pa preganjani. Umnik je bil maja 1932 eden od organizatorjev tako imenovanih šenčurskih dogodkov, množičnih protestov, na katerih so se tisoči Slovencev javno zoperstavili Aleksandrovemu režimu in zahtevali ustanovitev slovenske republike. Zaradi te vloge je bil obsojen na enomesečno zaporno kazen, ki jo je odsedel že v preiskovalnem  zaporu v Beogradu. že oktobra  leta 1933 pa je kot kandidat opozicije kandidiral za župana Šenčurja proti predstavniku režimske Jugoslovanske nacionalne stranke, Jakobu Šteru. Na napetih, a očitno prirejenih volitvah je sprva zmagal Šter (s 334 proti 269 glasovi), toda Umnik se je na rezultate pritožil in zbral 385 podpisov volivcev, ki so bili pripravljeni priseči, da so dejansko glasovali zanj. Uradni rezultati so bili razveljavljeni in junija 1934 je bil Umnik na ponovljenih volitvah izvoljen za župana Šenčurja s 354 proti 182 glasovi. Ta uspeh je še nadgradil na občinskih volitvah maja 1936, ko je njegova lista v Šenčurju prejela kar 90 % glasov in zasedla vseh 24 mest v občinskem odboru. Umnik je ostal župan Šenčurja vse do nacistične okupacije Gorenjske aprila 1941.

## Smrt
Nemci so Umnika kot znanega člana Koroščeve SLS odstranili z županskega mesta in ostalih javnih funkcij takoj po okupaciji. Lokalni komunisti so Umniku, ki je bil predsednik novoustanovljene občinske Jugoslovanske radikalne zajednice (JRZ), in bivšima orožnikoma ponudili sodelovanje v uporu proti okupatorju. Poziv, da sovražniku ne izdajajo podatkov o svojih predvojnih političnih nasprotnikih, je pri njih "naletel na razumevanje, vendar le do množičnega partizanskega upora konec leta 1941". Umnik, ki je bil oče šestih otrok, se je umaknil na svojo kmetijo in se izogibal javnemu delovanju. Nekateri njegovi sorodniki so se pridružili Osvobodilni fronti, sam pa se je pridružil skupini okrog graščaka Rada Hribarja, v kateri so bili še poslanec JRZ Janez Brodar, komendski občinski komisar Lojze Mejač, živinozdravnik Vinko Bedenk, Jože Burgar iz Hraš, Janez Ferjan iz Olševka in še nekateri drugi. Skupini je uspelo k dezertaciji nagovoriti 35 partizanov. Štab Kokrškega odreda je zato naštete obsodil na smrt. Povelje za justifikacijo je bilo pripravljeno že v drugi polovici julija 1942, vendar ga takrat še ni bilo mogoče izvršiti. Oblikovali so več skupin, ki so nemške sodelavce likvidirale.
Skupina Kokrškega odreda, ki jo je vodil Franc Bukovec (partizansko ime Pepe Gaber), je 3. septembra 1942 v gozdu zajela Antona Umnika in ga pripeljala do doma Janeza Brodarja v Hrašah, da bi ju skupaj likvidirali. Ker se je Brodar pravočasno skril, so sredi njegove hiše ustrelili samo Umnika. "Justifikacijska skupina je najprej sama sestavila in mimogrede na pisalni stroj razmnožila letak, ki je razkrinkaval izdajalsko vlogo justificiranih belogardističnih izdajalcev. [...] Brž zatem je tudi štab Kokrškega odreda sestavil ustrezen letak, ki ga je razmnožila ilegalna tehnika. "V govoru na pogrebu Antona Umnika je komandir orožniške postaje in vodja NSDAP v Šenčurju, Johann Unterasinger, izrekel zahvalo, da je že od zasedbe aprila 1941 sodeloval na nemški obnovi, občinski komisar Franc Padar pa je potrdil, da mu je vedno stal ob strani z nasveti in dejanji."  Partizana Janka Beleharja - Smrekarja, ki je Umnika ustrelil, so gestapovci ujeli in ga po mučenju 24. 10. 1942 javno obesili sredi Šenčurja. Umnika najbolj bremeni pričanje tovarnarja in okrajnega tajnika Slovenske ljudske stranke Jožka Zabreta z Britofa, ki je za razliko od Hribarjeve skupine odklonil sodelovanje z okupatorjem in bil zaradi tega interniran v Dachau. Hribar in Mejač sta ga k sodelovanju večkrat nagovarjala in naj bi mu po izpustitvi iz zapora v Begunjah dejala: "Rešili smo vas zapora in ustrelitve. Želiva, da nam napravite protiuslugo tako, da vstopite v izvršni odbor, ki ga vodi Janez Brodar, v njem pa delujejo: Burgar iz Hraš, Umnik iz Šenčurja in Ferjan  iz Olševka." Zaradi likvidacij pobudnikov bele garde je bilo Gorenjsko domobranstvo ustanovljeno šele pozimi 1943–1944.
Rodbina je 2023 dosegla sodno rehabilitacijo Antona Umnika.